# Серро-Асуль (вулкан, Чили)
Серро-Асуль (исп. Cerro Azul, «синий холм») — стратовулкан в Андах, на территории Чили. Высота — 3788 м; на вершине находится открытый к северу 500-метровый кратер (в историческое время не извергавшийся). Кроме того, на северном склоне вулкана есть 600—700-метровый кратер Квицапу (исп. Quizapú), образовавшийся в 1846 году и известный двумя гигантскими извержениями (в 1846—1847 и в 1932 годах). Эти извержения, несмотря на одинаковый состав и близкий объём выбросов, резко отличались по типу: первое было эффузивным (спокойным), а второе плинианским (взрывным).
Первое за время наблюдений извержение этого вулкана произошло в 1846 году, когда на его склоне образовался кратер Квицапу. Это было мощнейшее эффузивное извержение: вулкан выбросил около 5 км3 лавы, состоявшей из роговообманковых дацитов. Выбросов пепла при этом не было.
С 1907 по 1932 год Квицапу проявлял слабую активность, в ходе которой вокруг него сформировался конус.
В 1932 году на конусе Квицапу произошло сверхмощное эксплозивное извержение, одно из крупнейших в XX веке. Было выброшено 9,5 км³ дацитового пепла (который был позже обнаружен даже за 3000 км от вулкана). Причина гигантского эксплозивного извержения, последовавшего за масштабным относительно плавным излиянием магмы, не установлена и носит в вулканологии название «загадка Квицапу».